# Humus
Humus of teelaarde is het traag afbreekbare deel van organische stof in de bodem. Het gaat hierbij om dood materiaal, van plantaardige en in mindere mate van dierlijke oorsprong, waarbij de specifieke celstructuur van de oorspronkelijke bestanddelen door eerdere biologische afbraak reeds verloren is gegaan. Dit gehomogeniseerde karakter onderscheidt humus van de strooisellaag. 
'Humus' wordt ook wel abusievelijk als synoniem gebruikt voor compost. Compost is echter het eindproduct van een door mensen gecontroleerd biologisch afbraakproces.
Humus kan in soorten worden onderverdeeld op grond van meerdere criteria: chemisch karakter; mate van afbreekbaarheid; structuur in samenhang met het milieu waarin een bepaalde humuslaag zich heeft gevormd.

## Chemisch karakter
De indeling naar chemische extraheerbaarheid berust op verschillen in oplosbaarheid van de verschillende soorten humus bij een kunstmatig laaggehouden pH. Humus wordt onderverdeeld in humine, fulvozuren, hymatomelaanzuur en grijze en bruine humuszuren. De aanwezigheid van ieder van deze stoffen kan via chemische extractie worden aangetoond.
De verschillende humuszuren spelen een gunstige rol bij het voorkomen van het onttrekken van mineralen aan de bodem (uitloging), en zijn in staat verontreinigingen (o.a. zware metalen) aan zich te binden, door middel van complexering en adsorptie.

## Afbreekbaarheid
Bij de indeling naar afbreekbaarheid onderscheidt men:
- actieve, onbestendige of voedingshumus
- passieve, inerte of bestendige humus

Voedingshumus bestaat uit gemakkelijk afbreekbare plantenresten die nog niet tot echte humus zijn omgezet. Deze humus wordt snel afgebroken en levert een belangrijke bijdrage aan het in de bodem vastleggen, via chemische binding, van de elementen stikstof (N), fosfor (P) en zwavel (S).
Bestendige humus bestaat uit humusmoleculen en is meestal verbonden met de minerale delen van de grond. Deze humus wordt zeer langzaam afgebroken en kan zeer oud zijn (> 1000 jaar)

## Humusvormen

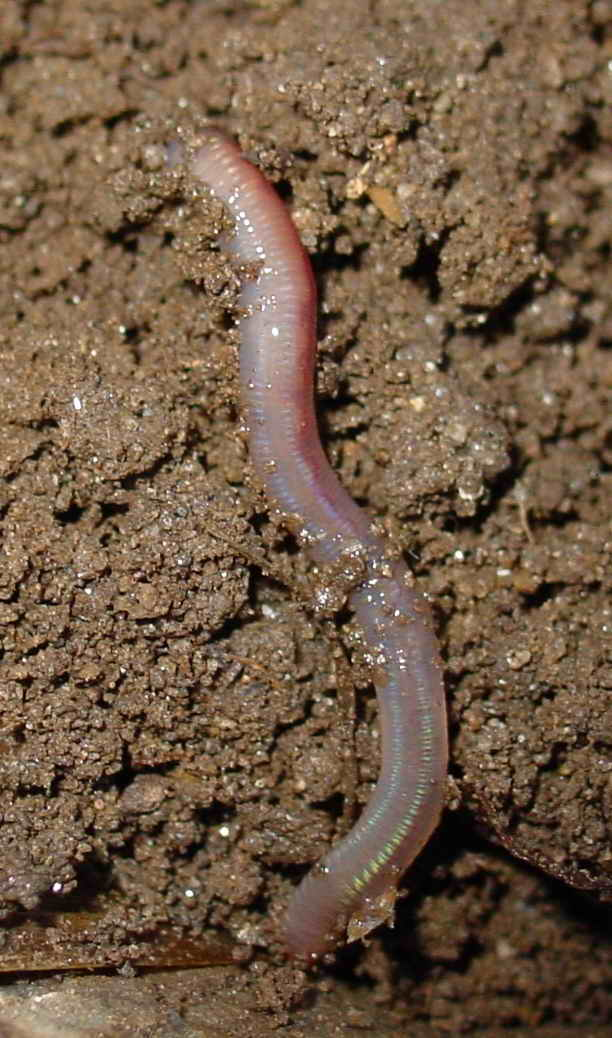
Regenwormen spelen een belangrijke rol bij de vorming van mull.

Bij de indeling in humusvormen (ook humustypen genoemd) naar ontstaanswijze en morfologie, onderscheidt men in een terrestrisch milieu:
- Mull - een mechanisch (zonder chemische hulpmiddelen) niet te scheiden mengsel van organische stof en lutum, typisch voor de eutrofe gronden
- Moder - gevormd door de ontlasting van de mesofauna, waarbij geen menging van het organische en het minerale materiaal heeft plaatsgevonden
  - Bruine moder - een vorm zonder innige menging van organisch en mineraal materiaal, met veel kleine uitwerpselen van bodemfauna, typisch voor zandgronden
  - Zwarte moder - een vorm met naast moder, nogal wat amorfe humus
- Mor ofwel ruwe humus - overwegend amorfe humus, dat zich tussen zandkorrels bevindt, typisch voor zure, oligotrofe gronden met weinig bodemontwikkeling
- Amorfe humus - structuurloze humus die als omhulsel of in poriën bij zandkorrels voorkomt

In een semi- terristrisch milieu:
- Anmoor - ontstaat daar waar nog geen veenvorming is

In een aquatisch milieu:
- Veen - door de sterk vertraagde afbraakprocessen zijn veel plantenresten nog herkenbaar
- Gyttja - een modderige humusvorm op de bodem van zuurstofarme, stilstaande en eutrofe tot oligotrofe wateren, met (resten van) micro-organismen en planten
- Sapropelium - vergelijkbaar met gyttja, maar gevormd onder anaerobe omstandigheden, waarbij H2S en methaan ontstaan